# Rugby Europe Trophy 2022-23
El Rugby Europe Trophy 2022-2023 fue la sexta edición del tercer torneo en importancia de rugby en Europa por debajo del Seis Naciones y el Championship.

## Posiciones
| Pos. | País     | Encuentros | Encuentros | Encuentros | Encuentros | Tantos  | Tantos    | Tantos     | Puntos Bonus | Puntos |
| Pos. | País     | jugados    | ganados    | empatados  | perdidos   | a favor | en contra | diferencia | Puntos Bonus | Puntos |
| ---- | -------- | ---------- | ---------- | ---------- | ---------- | ------- | --------- | ---------- | ------------ | ------ |
| 1    | Suiza    | 4          | 4          | 0          | 0          | 205     | 72        | +133       | 4            | 20     |
| 2    | Ucrania  | 4          | 2          | 0          | 2          | 117     | 135       | -18        | 1            | 9      |
| 3    | Suecia   | 4          | 2          | 0          | 2          | 82      | 139       | -57        | 1            | 9      |
| 4    | Lituania | 4          | 1          | 0          | 3          | 97      | 122       | -25        | 2            | 7      |
| 5    | Croacia  | 4          | 1          | 0          | 3          | 100     | 133       | -33        | 1            | 5      |

Nota: Se otorgan 4 puntos por victoria, 2 por empate y 0 por derrota.
Puntos Bonus: 1 punto por convertir, al menos, 3 ensayos más que el rival en un partido (BO) y 1 al equipo que pierda por 7 o menos puntos de diferencia (BD).

## Partidos
| 22 de octubre de 2022 | Croacia | 22 - 27 | Ucrania |  |  |

| 29 de octubre de 2022 | Suecia | 37 - 17 | Croacia |  |  |

| 5 de noviembre de 2022 | Lituania | 39 - 20 | Ucrania |  |  |

| 5 de noviembre de 2022 | Suecia | 12 - 69 | Suiza |  |  |

| 12 de noviembre de 2022 | Suiza | 45 - 6 | Lituania |  |  |

| 11 de marzo de 2023 | Ucrania | 32 - 59 | Suiza |  |  |

| 18 de marzo de 2023 | Ucrania | 38 - 15 | Suecia |  |  |

| 25 de marzo de 2023 | Lituania | 37 - 39 | Croacia |  |  |

| 1 de abril de 2023 | Croacia | 22 - 32 | Suiza |  |  |

| 1 de abril de 2023 | Lituania | 15 - 18 | Suecia |  |  |